# Asplenium linckii
Asplenium linckii är en svartbräkenväxtart som beskrevs av Oskar Kuhn. Asplenium linckii ingår i släktet Asplenium och familjen Aspleniaceae. Inga underarter finns listade.